# Скрелинги
Скрелинги (старонорв., исл. «skrælingi», мн. ч. — «skrælingjar») — собирательное название, данное скандинавами народам Гренландии и Северной Америки. В винландских сагах так называют краснокожих аборигенов Нового света — возможно, это могли быть индейцы племени беотуков. Этим же словом именовали и аборигенов Гренландии.

## Этимология
Этимология слова неясна. Существуют разные гипотезы о его происхождении из старонорвежского, датского или исландского языков; разные специалисты переводят его как «бродяги», «уроды», «одетые в шкуры», «слабцы» или «заморыши». В современном исландском языке это слово обозначает дикаря или варвара.

## Скрелинги Винланда
«Саге об Эйрике Рыжем» и «Саге о гренландцах» описывают плавания викингов к землям на западе от Гренландии. В частности, упоминаются земли Хеллуланд, Маркланд и Винланд. Под Хеллуландом, вероятно, подразумевается Баффинова Земля, под Маркландом — Лабрадор. О жителях Хеллуланда и Маркланда не говорится ничего, за исключением явно вымышленной встречи с неким существом-«одноножкой». Ньюфаундленд оказался более привлекателен для скандинавов, что повлекло несколько плаваний к его берегам (точные даты неизвестны, однако они начались вскоре после начала заселения Гренландии) и несколько попыток колонизации. Первооткрывателем новых земель (а также Северной Америки) считается Лейф Эйриксон, назвавший новоткрытую землю Винландом и основавший там первое поселение.
Достоверно неизвестно, когда именно скандинавы могли впервые встретиться с аборигенами Нового света. Первая задокументированная встреча с индейцами произошла во время экспедиции, возглавляемой братом Лейфа Торвальдом. Остановившись для починки корабля, викинги решили разведать местность и наткнулись на девятерых аборигенов в кожаных пирогах. По неизвестной причине Торвальд приказал своим людям атаковать скрелингов. Восьмеро аборигенов было убито, одному удалось сбежать. Следующей ночью корабль Торвальда был атакован толпой скрелингов, пришедших мстить за убитых товарищей. Викингам удалось обратить их в бегство, однако Торвальд был ранен стрелой и вскоре скончался. Вероятно, Торвальд Эйриксон был первым европейцем, погибшим в Америке.
Другой исследователь, Торфинн Карлсефни, сумел наладить с туземцами относительно мирные взаимоотношения и даже торговал с ними. Скрелинги приносили звериные шкуры и меняли их на молочные продукты и ткань (особенно им нравилась ткань красного цвета). Продавать скрелингам оружие Торфинн строго запретил, что в итоге привело к вооруженному столкновению: один из индейцев попытался украсть оружие и был убит. Другая стычка имела вовсе нелепую причину: индейцев, пришедших для торгов, напугал бык, вырвавшийся из ограды. После этого эпизода поселенцы решили, что несмотря на всё богатство новой земли, оставаться в ней опасно, и вернулись в Гренландию. Таким образом, поселение в Винланде просуществовало всего несколько лет.
После экспедиции Карлсефни новых попыток колонизации Винланда (по крайней мере, задокументированных) не предпринималось. По некоторым данным, плавания в Северную Америку продолжались еще несколько столетий (в частности, гренландцы могли ходить туда за строевым лесом), однако достоверных подтверждений тому нет.
У части коренных исландцев была выявлена уникальная митохондриальная гаплогруппа С1, характерная лишь для аборигенов Америки и некоторых народов Азии. Очевидно, среди предков этих людей была индейская женщина, привезенная викингами в Исландию на рубеже первого и второго тысячелетий нашей эры. Эта гаплогруппа — свидетельство о первом генетическом контакте между европейцами и коренными американцами.

## Скрелинги Гренландии
Скандинавские поселенцы жили в Гренландии приблизительно с IX в.н. э. по XVI в.н. э.. Согласно археологическим данным, в этот промежуток времени северо-запад острова заселили люди культуры Туле. Также вполне возможно, что скандинавы могли контактировать и с более ранней культурой Дорсет.
Во время прибытия в Гренландию первых поселенцев в 980-х годах её единственными обитателями были люди угасающей культуры Дорсет — потомки палеоэскимосов, очень малочисленные. В саге о походе Эйрика Рыжего говорится о руинах жилищ и остатках лодок, найденных викингами в Гренландии. Скандинавские колонисты могли и непосредственно встречаться с последними дорсетцами: в пользу этого свидетельствуют несколько находок металлических норманнских изделий в контексте культуры Дорсет.
В XII в.н. э. в Гренландию прибыли люди культуры Туле — предки современных эскимосов, обосновавшиеся в северо-западной части острова и сменившие культуру Дорсет. Письменные источники того времени дают о контактах между Туле и колонистами весьма скупые сведения. Зато эти контакты имеют многочисленные археологические подтверждения — вероятно, между двумя народами имела место торговля: эскимосы получали металлические изделия и шерстяную ткань, очень ценимые ими, и платили за них моржовой костью, бивнями нарвала и песцовыми шкурами. Остается неизвестным, при каких обстоятельствах и как часто гренландцы торговали с эскимосами, пытались ли овладеть их языком и т. д.
Первое задокументированное упоминание о встрече со скрелингами можно найти в «Истории Норвегии»: охотники, направившиеся на север острова, столкнулись с некими низкорослыми людьми, не знавшими железа, вооруженными стрелами с костяными наконечниками и каменными ножами. Это происшествие датировано концом XI века — хотя точность этой датировки спорна: ведь «История Норвегии» была написана спустя несколько веков после описанных событий.
Следующее упоминание о скрелингах датировано 1342 годом: в «Описании Гренландии» печально констатируется, что Западное поселение захвачено скрелингами, жители его исчезли, а скот разбежался и одичал. Епископ Гисли Оддсон предположил, что жители поселения могли отречься от христианской веры и примкнуть к туземцам. Также описывается схватка между норманнами и скрелингами возле Восточного поселения, датированная 1379 годом. Эскимосы убили 18 человек и увели двух мальчиков в рабство.
В эскимосском фольклоре сохранились некоторые упоминания о контактах с норманнскими колонистами («кавдлунаит»). Как и в скандинавских источниках, взаимоотношения между двумя народами описываются как неприязненные или открыто враждебные. В одной из легенд, однако, описывается мирное сосуществование инуитов и кавдлунаитов; упоминается, что и те, и другие владели языком соседей.
Контакты между скандинавами и эскимосами закончились с упадком гренландских колоний, вызванным так называемым «Малым ледниковым периодом». Ухудшение климата, падение спроса на моржовую кость и эпидемия чумы в Европе нарушили торговые связи Гренландии с материком, жизненно необходимые поселенцам. Культура Туле, более привычная и приспособленная к арктическому климату, успешно пережила похолодание. Судьба колонистов неизвестна: они могли быть истреблены эскимосами, могли покинуть Гренландию или просто вымереть. Спустя два столетия экспедиция миссионера Ханса Эгеде (1721 г.) попыталась найти на острове потомков скандинавов, однако обнаружила лишь эскимосов. Изучая эскимосский язык, Эгеде установил, что некоторые его слова могут иметь скандинавское происхождение.
В бортжурналах различных мореплавателей XIX и начала XX веков упоминаются встречи со светловолосыми эскимосами (причем не только в Гренландии). Иногда говорится об отдельных лицах, выделяющихся среди черноволосых соплеменников; иногда — даже о целых племенах эскимосов-блондинов. По одной из версий, это могли быть потомки норманнских колонистов. Впрочем, по современным данным, блондины среди коренных жителей Арктики отсутствуют, а генетические исследования не выявили у эскимосов скандинавских гаплогрупп. Скорей всего, светловолосые эскимосы — миф или результат половых контактов местных женщин с европейскими китобоями.